# Irritator
Irritator var en medelstor fiskätande theropod dinosaurie i familjen spinosaurider vars fossil har hittats i Brasilien. När amatörutgrävarna grävde ut skallen var nosen trasig, de lagade nosen med gips, det tilltaget retade upp experterna så dinosaurien döptes till Irritator. Än idag är det enda kända fossilet av Irritator den skalle som ursprungligen upptäcktes, dock anser de flesta paleontologer att släktet "Angaturama" är synonymt vilket skulle öka mängden kända fossil. Skallen är mycket lik den hos släktingarna Baryonyx och Spinosaurus.

## Beskrivning och paleobiologi

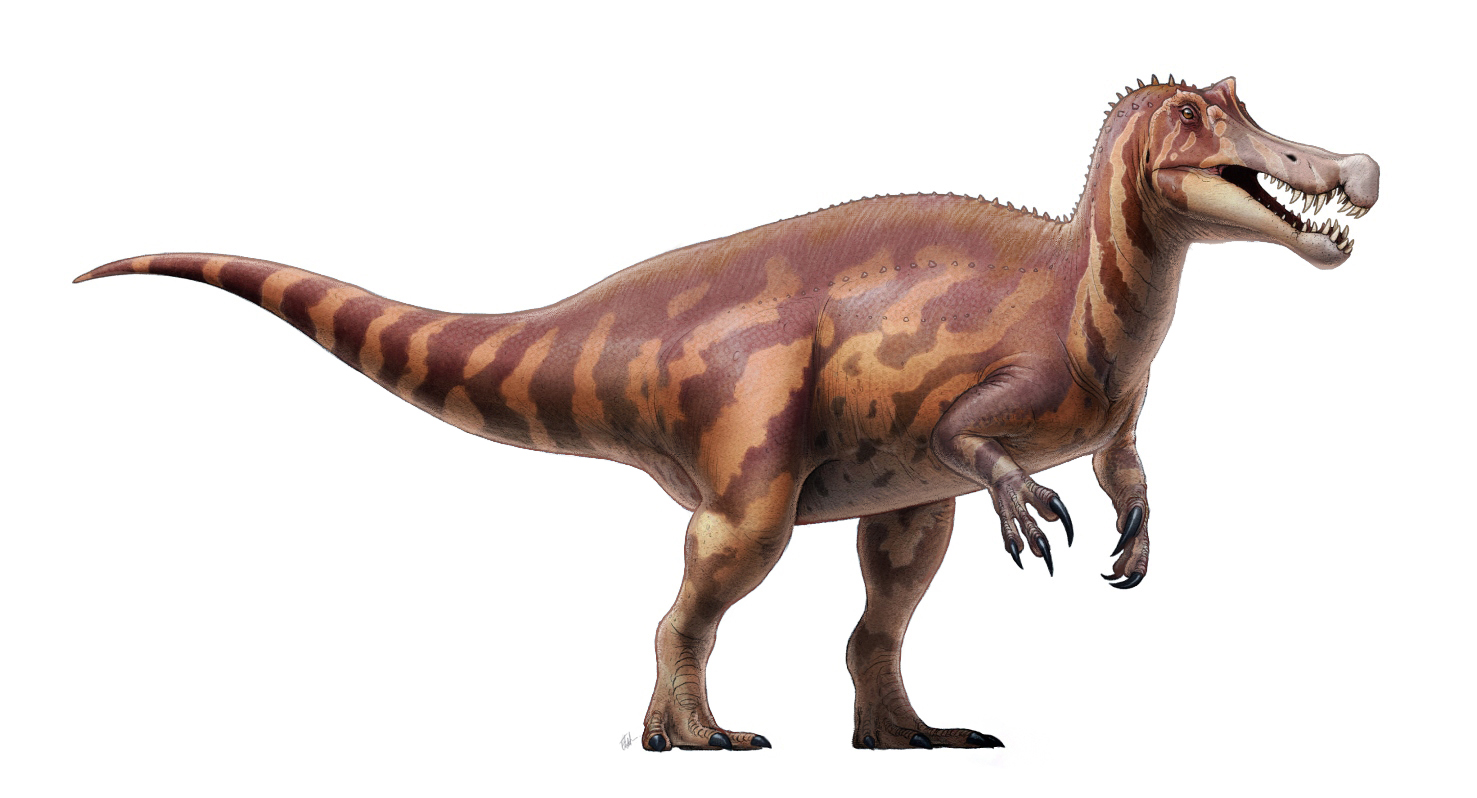
En rekonstruktion av Irritator.

Typexemplaret inkluderar endast skallen, som karaktäriseras av dess ovanliga längd och ovanliga tandfäste. Huvudets totala längd är ungefär 84 centimeter och tänderna varierar mellan längder på 6 och 40 millimeter. Fossilet visar spår efter att tänderna bytts ut kontinuerligt och att ny tänder växt upp under de gamla.
Santana Formationen, där fossilet hittades, tros ha varit en sjö fylld med sötvatten eller bräckvatten. Fossila insekter indikerar sötvatten, men fynd av sköldpaddan Santanachelys som var anpassad för liv i havet tyder mer på marina miljöer. Möjligen var området en lagun av bräckvatten som sammankopplades med havet. Klimatet var troligen i stort sett ganska likt det i moderna Brasilien.
Likt andra spinosaurider livnärde sig Irritator troligen främst på fisk, men var troligen likt moderna krokodiler också en generalist som åt andra djur den kunde fånga. En tand från Irritator hittad i en halskota från en pterosaurie visar på att Irritator även åt pterosaurier, men det är okänt om det rörde sig om aktiv jakt eller asätande.
Alla spinosaurider hade långa och smala käkar fyllda med spetsiga och relativt koniska tänder lika de hos krokodildjur. De var olika tänderna hos andra theropoder som såg ut att vara mer anpassade för att grabba tag i och hålla kvar bytesdjur än de hos till exempel Irritator och Suchomimus. Detta har lett till att tänder från spinosaurider ibland felaktigt identifieras som tänder från krokodiler, vilket har skett med bland annat tänder från Baryonyx.